# 180 nm 공정
180 nm(나노미터) 공정 또는 0.18 µm(마이크로미터) 공정은 회로선 폭이 180 nm인 반도체를 다루는 공정 기술 수준이다. 1999년에서 2000년 경 인텔, IBM, 텍사스 인스트루먼트, TSMC와 같은 회사가 달성하였다.
180 나노미터라는 값의 기원은 매 2 ~ 3년마다 반도체의 게이트 길이를 이전 세대의 공정에 비해 70% 수준으로 축소하는 것을 반영한 동향에서 나왔다. 180 나노미터의 공식적인 명칭은 국제 반도체 기술 로드맵(ITRS)에서 확정하였다.
인텔 펜티엄 III의 코퍼마인은 이 공정으로 제조된 최초의 CPU 중 하나이다. 이 CPU의 게이트 길이는 광석판인쇄(光石版印刷)에서 사용되는 공정보다 더 미세한 공정을 사용한 최초의 CPU이다. (광석판인쇄에서 사용되는 가장 미세한 공정은 193 나노미터이다.)
최근에도 이 공정 기술을 적용해 마이크로컨트롤러와 마이크로프로세서를 만드는데 값이 싸고, 기존의 장비를 업그레이드하지 않아도 되기 때문이다. 최근 생산되는 제품 중에는 PIC 마이크로컨트롤러, 패럴랙스 프로펠러(Parallax Propeller) 등이 있다.

## 180 나노미터 제조 공정을 적용한 프로세서
- 1999년 10월 생산된 인텔 코퍼마인.
- 2002년 5월 생산된 인텔 셀러론 윌라멧.